# Karol Bay

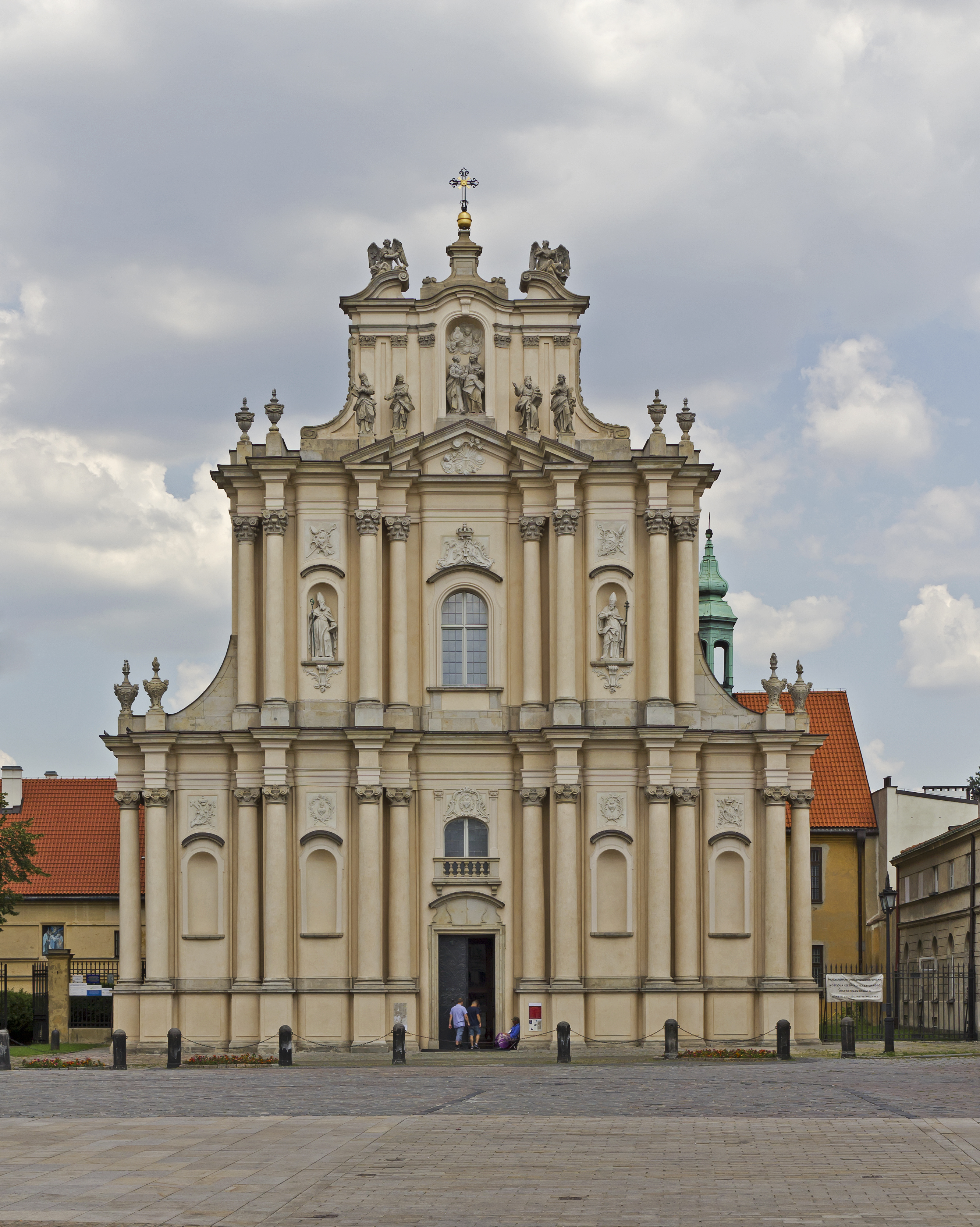
Kościół Wizytek w Warszawie (szczyt proj. Jakub Fontana)

Karol Antoni Bay (zm. ok. 1742 r.) – polski architekt i budowniczy epoki baroku.
W latach 1722–1737 wzmiankowany jako magnificius Sacrae Regiae Maiestatis Architectus. Jego twórczość to głównie budowle sakralne, a szczególnie trójnawowe bazyliki beztranseptowe z prezbiterium zbliżonym do kwadratu, w których duży akcent jest położony na fasadę. W jego realizacjach widoczny jest wpływ barokowej architektury rzymskiej Francesco Borrominiego, w tym doskonałe proporcje i monumentalizm. Projektował także wyposażenie wnętrza, w tym rozmieszczenie i wygląd ołtarzy, a także rozwiązania klasztornych założeń ogrodowo-urbanistycznych. 

## Najważniejsze projekty i realizacje:
- Pałac Mniszchów w Warszawie przy ul. Senatorskiej, nadzór nad przebudową wnętrz między 1716-1720 (pałac przebudowano w XIX w.),
- Kościół Wniebowzięcia NMP w Siemiatyczach z lat 1719–1727 r. Fasadę przekomponowano w 1729 i 1732
- Klasztor zakonu misjonarzy w Siemiatyczach, szkoła, przytułek, szpital – w obecnym kształcie z lat 1719–1727 (w XX wieku rozebrano pawilon pn-wsch i wieżę)
- Przebudowa pałacu w Wilanowie dla Elżbiety Sieniawskiej, 1722 (wraz z Józefem Fontaną)
- Kościół i klasztor kapucynów w Lublinie[1][2], 1726-1733
- Kościół Wizytek w Warszawie pw. Opieki św. Józefa Oblubieńca, budowę rozpoczęto 28 sierpnia 1728[3]
- projekt przebudowy kamienic przy ulicy Jezuickiej 1–3 w Warszawie, 1729-1734
- projekt kamienicy własnej przy ulicy Miodowej 12 w Warszawie, 1733
- Kościół św. Marcina, Warszawa, ulica Piwna, fasada w 1744, ołtarz główny[4]
- Kościół Pijarów w Łowiczu, 1744–1747, fasada[5]

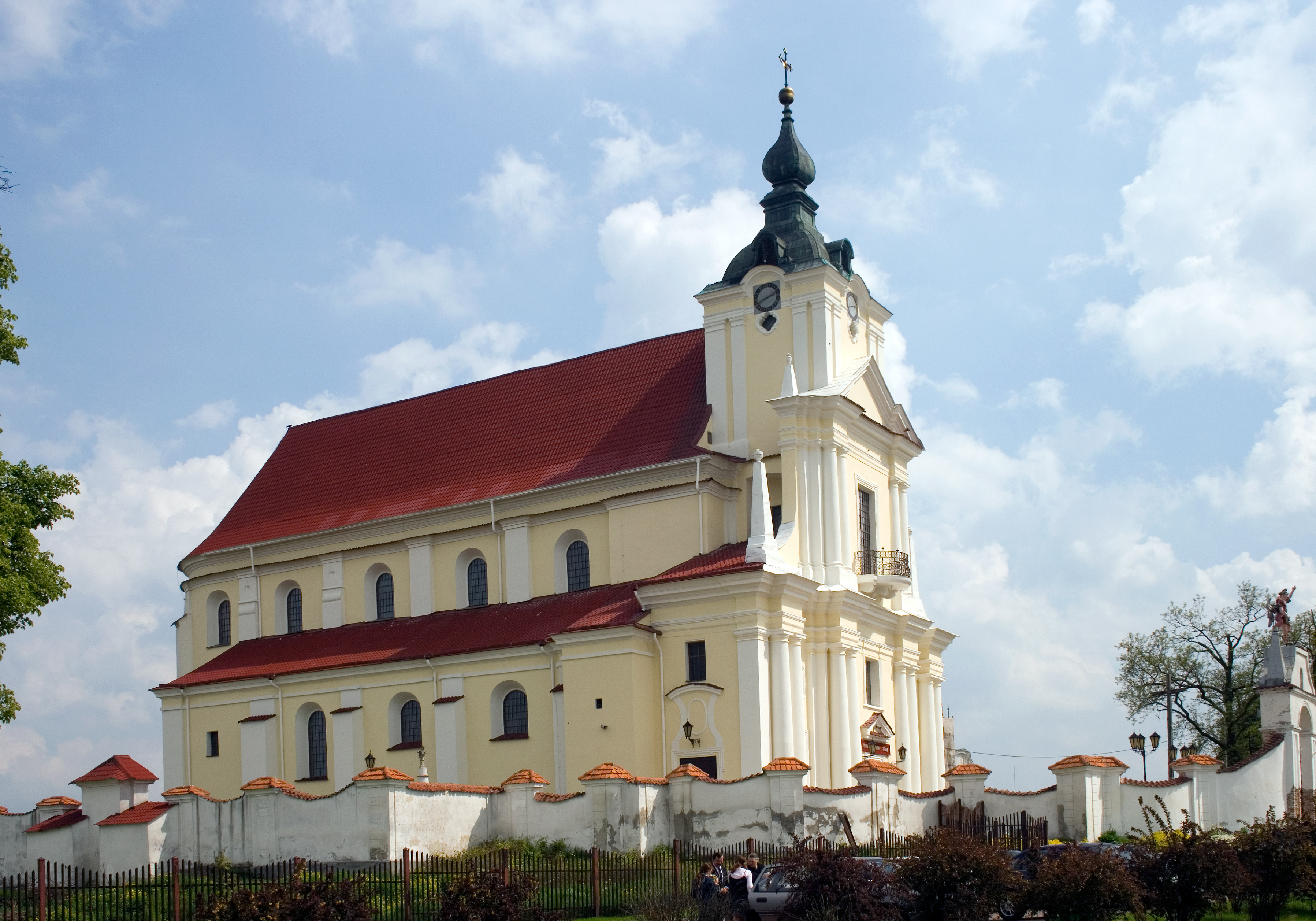
Kościół w Siemiatyczach
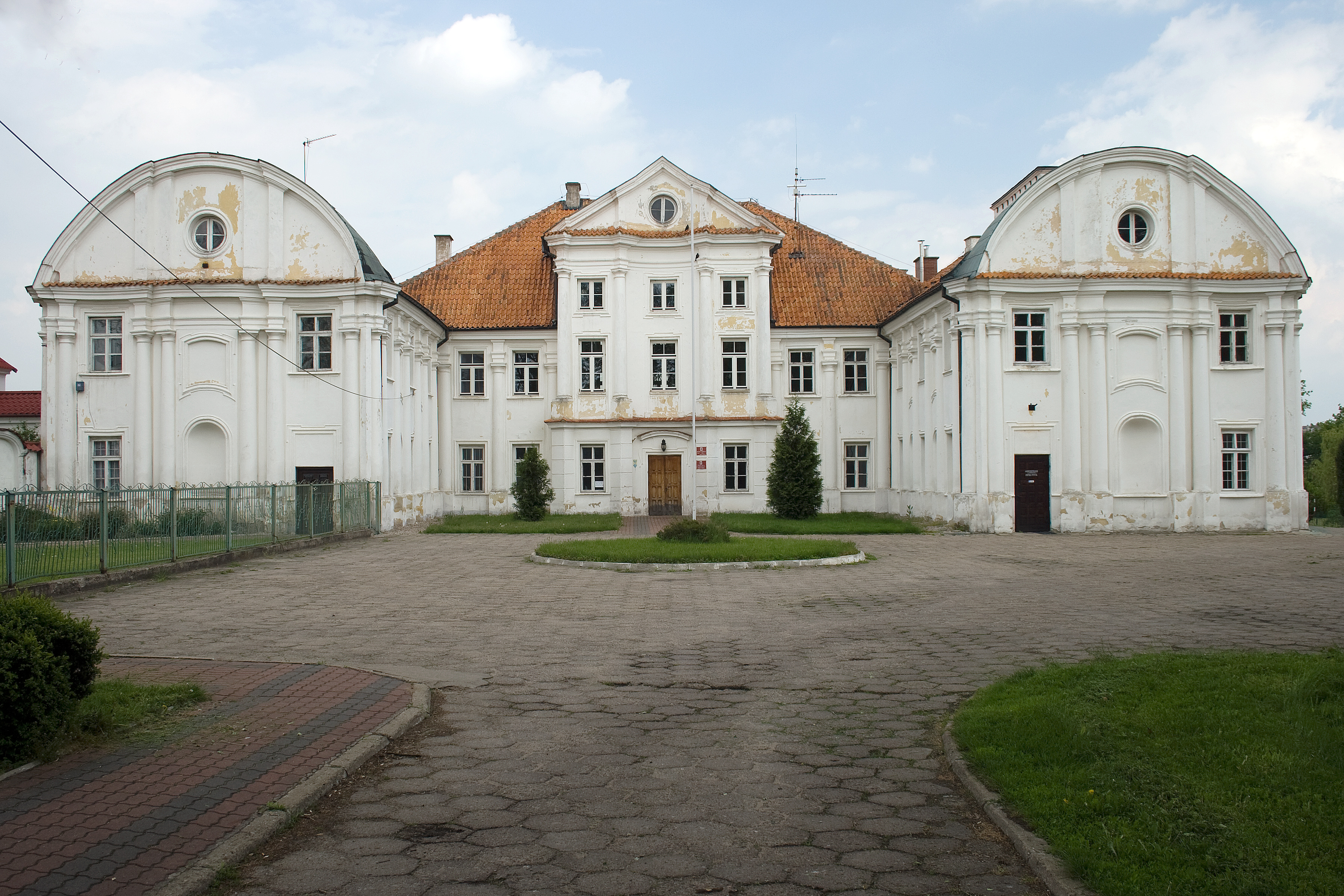
Klasztor Misjonarzy w Siemiatyczach
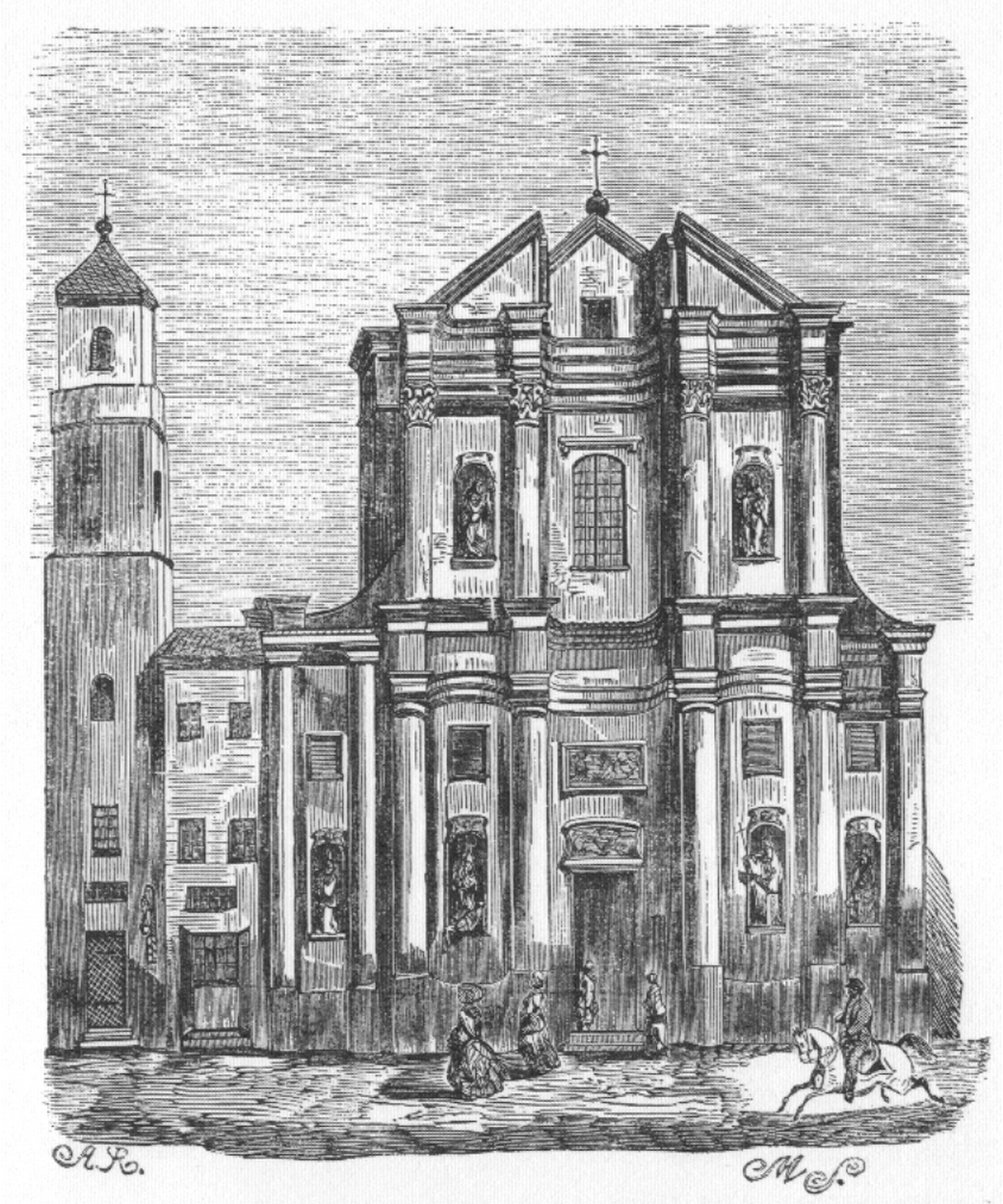
Kościół św. Marcina w Warszawie w 1855 r.
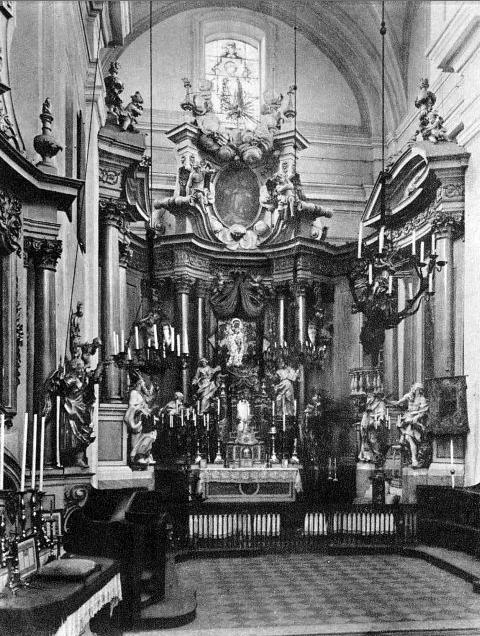
Ołtarz w kościele św. Marcina
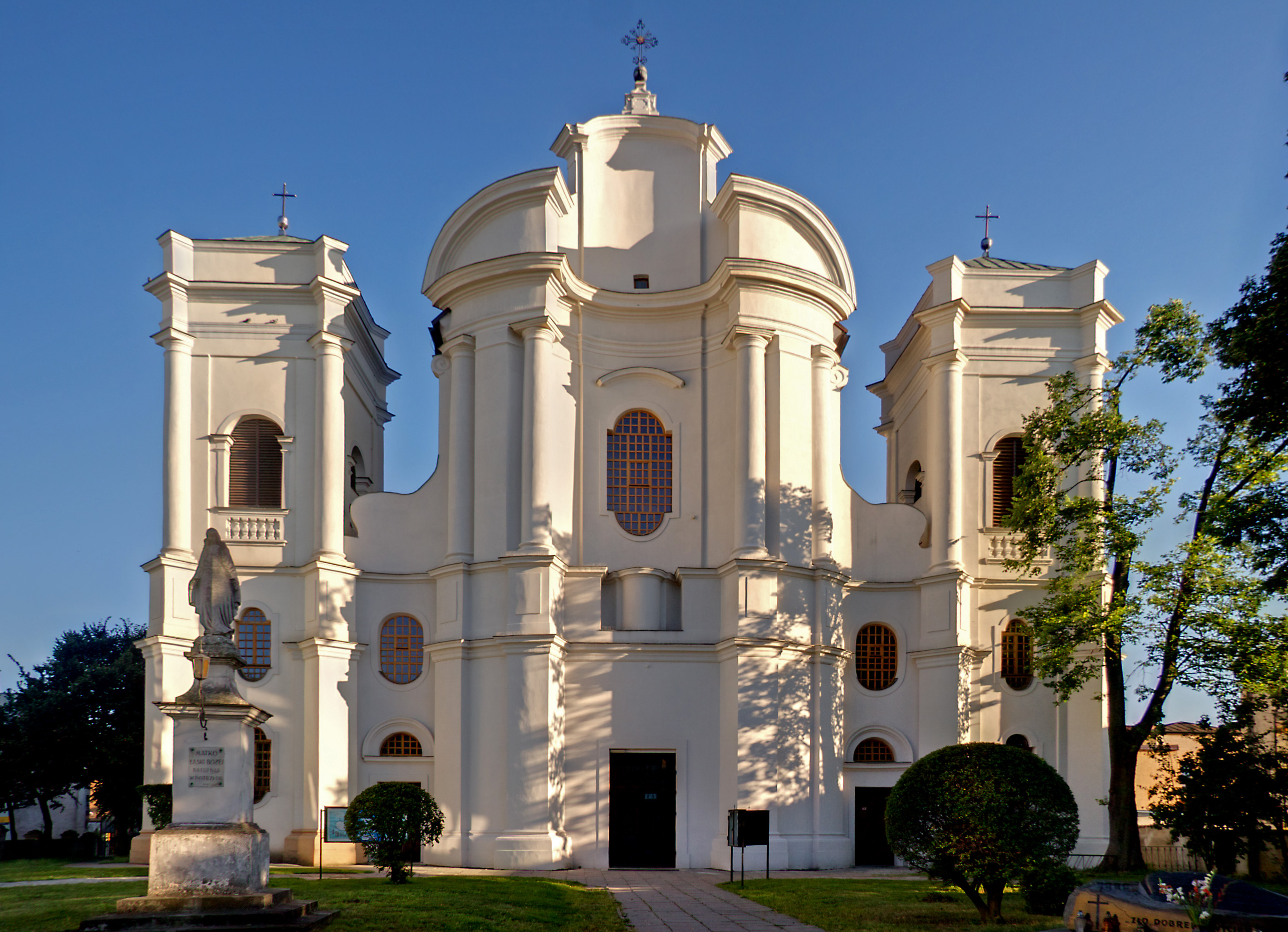
Łowicz - kościół Pijarów